# 보사윌스타디온
보사윌스타디온(네덜란드어: Bosuilstadion)은 벨기에 안트베르펜에 위치한 경기장으로, 로열 앤트워프 FC의 홈구장으로 사용되고 있다. 1923년 11월 1일에 개장했으며 16,649명을 수용할 수 있다.